# Long Prairie
Pour les articles homonymes, voir Long Prairie (homonymie).
La ville américaine de Long Prairie est le siège du comté de Todd, dans l’État du Minnesota. Lors du recensement de 2010, sa population s’élevait à 3 458 habitants.

## Source
- (en) Cet article est partiellement ou en totalité issu de l’article de Wikipédia en anglais intitulé « Long Prairie, Minnesota » (voir la liste des auteurs).